# Maria Bielke von Sydow
Maria Lilian Cecilia Bielke von Sydow, ogift Bielke, född 2 september 1969 i Calcutta i Indien, är en svensk författare.
Maria Bielke von Sydow växte upp i Vetlanda i Småland och är dotter till byggnadsritaren Jerry Bielke Johansson och hans hustru sjuksköterskan Gunilla Bielke, som var sondotter till major Thure Bielke. Familjen hette Johansson in på 1980-talet innan namnet Bielke återupptogs. Hon utbildade sig till studie- och yrkesvägledare, verkade i Karlskrona men sa upp sig när hon var i 40-årsåldern för att helhjärtat satsa på skrivande. Den nya karriären inledde hon med en författarutbildning på högskolenivå i Malmö.
Hon författardebuterade med Ingmar Bergman kände aldrig skuld (2011) följt av Lorem Ipsum (2013), Trilogin om Pär, Sylvia och Helena (2014), Sista boken (2014) och Skrivande röster: inspirationshandbok för skrivsugna (2015). Sedan 2015 är hon ordförande i Egenutgivarna.
Maria Bielke von Sydow gifte sig 2011 med Lars von Sydow (född 1961) med vilken hon har tvillingdöttrar (födda 2005). Sedan vigseln bär hela familjen namnet Bielke von Sydow. Lars von Sydow är son till Per Axel Torsten Christoffersson och Agneta, ogift von Sydow, samt kusinbarn till skådespelaren Max von Sydow.